# Crossroads Mall (Oklahoma)
Pour les articles homonymes, voir Crossroads.
Le Crossroads Mall est un centre commercial situé dans le sud d'Oklahoma City en Oklahoma. Le nom du centre a été choisi ainsi parce qu'il se trouve à l'intersection de l'Interstate 35 et de l'Interstate 240, l'un des principaux carrefours de la ville.
Crossroads Mall comprend trois grands magasins, un AMC Multiplex de 16 écrans (Regal Entertainment Group jusqu'en 2006), et un total de 125 boutiques. Il y a aussi une très grande zone commerciale à l'extérieur du centre commercial lui-même avec de nombreux détaillants, restaurants, et deux hôtels.

## Magasins
- Grands magasins
  - Dillard's
  - Macy's (Fermeture printemps 2008)
  - Steve & Barry's
  - JCPenney (Fermé été 2007)